# Killbox 13
Killbox 13 es un álbum de estudio de la banda estadounidense de thrash metal Overkill publicado en marzo de 2003.

## Lista de canciones
1. "Devil by the Tail" - 5:24
2. "Damned" - 4:13
3. "No Lights" - 5:52
4. "The One" - 4:58
5. "Crystal Clear" - 5:03
6. "The Sound of Dying" - 4:56
7. "Until I Die" - 5:20
8. "Struck Down" - 4:42
9. "Unholy" - 4:40
10. "I Rise" - 5:08

## Créditos
- D. D. Verni – Bajo
- Bobby "Blitz" Ellsworth – Voz
- Tim Mallare – Batería
- Dave Linsk – Guitarra
- Derek Tailer – Guitarra

## Lista de éxitos
| Lista (2003)  | Posición |
| ------------- | -------- |
| Independiente | 31       |